# 参数统计
母數統計（Parametric statistics）是统计学的一个分支，它假设样本数据来自总体，而总体可以透过具有固定参数集的概率分布进行充分建模。 相反，非参数模型的确切区别在于其参数集（或机器学习中的特征集 ）不是固定的，如果收集到新的相关信息，则该参数集可能会增加甚至减少。 
大多数著名的统计方法都是参数化的。 关于非参数（和半参数）模型， 戴维·考克斯爵士说：“这些模型通常较少涉及结构和分布形式的假设，但通常都包含有关独立性的强有力假设”。 

## 示例
正态分布族都具有相同的一般形态，并可以通过均值和标准差进行参数化 。这意味着，如果均值和标准差已知，并且分布是正态的，则任何将来观察到的给定范围内的概率都是已知的。 
假设有一个存在99个测试分数的样本，平均值为100，标准差为1。如果假设所有99个测试分数都是从正态分布中随机观察到的，那么我们预测第100个测试分数有1％的概率将高于102.33（即平均值加2.33标准偏差）。给定99个来自相同正态分布的独立观测值，可使用参数统计方法计算上述标准偏差值。 
对同一事物的非参数估计是前99个分数中的最大值。不需要假设考试分数的分布情况就可以推断出，在我们进行考试之前，最高分数会出现在前100个分数中。因此，第100个分数有1％的可能性高于之前的99个分数。

## 历史
RA Fisher在1925年的《 Statistical Methods for Research Workers 》中提到了参数统计，这为现代统计奠定了基础。 